# Karel Willem van Nassau-Usingen
Karel Willem van Nassau-Usingen (Usingen 9 november 1735 - Biebrich 17 mei 1803) was vorst van Nassau-Usingen. Hij diende als generaal in het Staatse leger. Hij stamt uit de Walramse Linie van het Huis Nassau.

## Biografie
Karel Willem was de oudste zoon van vorst Karel van Nassau-Usingen en Christiane Wilhelmina van Saksen-Eisenach, dochter van hertog Johan Willem van Saksen-Eisenach en Magdalene Sibylle van Saksen-Weissenfels.
Karel Willem was sinds 1 juni 1770 luitenant-generaal der Staatse infanterie. Hij werd op 30 april 1789 bevorderd tot generaal. Op 18 oktober 1790 werd hij benoemd tot kolonel van het Regiment Walen en kapitein der grenadiers.
Karel Willem volgde in 1775 zijn vader op als vorst van Nassau-Usingen. Hij kocht in 1777 van de familie von Galen hun deel van Kettenbach, en stond in 1778 zijn deel van Miehlen en Schönau af aan Karel Christiaan van Nassau-Weilburg. Van zijn kant stond de vorst van Nassau-Weilburg zijn deel van de gebieden die hem vier jaar eerder waren toegevallen af aan Karel Willem.
Karel Willem was lid van de vrijmetselaars, hij stichtte in 1778 in Slot Biebrich de nog steeds bestaande Wiesbadense vrijmetselaarsloge Plato.
In 1783 sloot Karel Willem een erfverdrag (Erneuerte Nassauische Erbverein) met Lodewijk van Nassau-Saarbrücken, Karel Christiaan van Nassau-Weilburg en Willem V van Oranje-Nassau om de eenheid van de Nassause gebieden te bewaren. Daarbij werd onder andere voor het gehele Huis Nassau het eerstgeboorterecht ingevoerd.
Karel Willem stond in 1790 het 1/6 deel van het dorp Mensfelden dat hij bezat af aan Willem V van Oranje-Nassau en ontving in ruil daarvoor Schiesheim. Karel Willem eiste in 1797 de opvolging van zijn neef Hendrik van Nassau-Saarbrücken waarvan de gebieden sinds 1793 door Frankrijk waren bezet. Bij de Vrede van Lunéville (1801) verloor Karel Willem de gebieden links van de Rijn aan Frankrijk. 
Bij verdrag van 23 februari 1803 stond Karel Willem aan Frankrijk af: het vorstendom Nassau-Saarbrücken met Ottweiler en Wadgassen, zijn deel van Saarwerden (⅔), Jugenheim, Rosenthal en zijn deel van Wöllstein, en, aan Baden: het ambt Lahr. Karel Willem ontving als tegenprestatie:
1. Uit de bezittingen van de keurvorst van Mainz: de ambten Höchst, Königstein, Kronberg en Oberlahnstein, de Rheingau (met Eltville als hoofdplaats), de plaatsen Hochheim, Flörsheim, Eddersheim, Heddernheim, een deel van Bleidenstadt en tot slot Kostheim en Kastel, alsmede de plaatsen Hofheim, Oberursel, Harheim en Rüdesheim.
2. Van de keurvorst van de Palts: het ambt Kaub.
3. Van Hessen-Darmstadt: de ambten Katzenelnbogen, Braubach, Wallau, de delen van Bad Ems en Cleeberg, het dorp Weiperfelden en de heerlijkheid Eppstein.
4. De rijksdorpen Sulzbach en Soden.
5. Van de vorsten van Isenburg: het dorp Okriftel.
6. Van de keurvorst van Keulen: de ambten Linz, Königswinter, Schönstein, Lahr, Vilich en Deuz.
7. Het graafschap Sayn-Altenkirchen met de ambten Altenkirchen, Bendorf, Almersbach, Freusburg en Friedewald.
8. Van Hessen-Homburg: het dorp Espa (tegenover Kirdorf).
9. De abdijen Limburg, Rommersdorf en Sayn.

Karel Willem stierf kort hierna en werd bijgezet in de Laurentiuskerk te Usingen. Hij werd opgevolgd door zijn broer Frederik August.

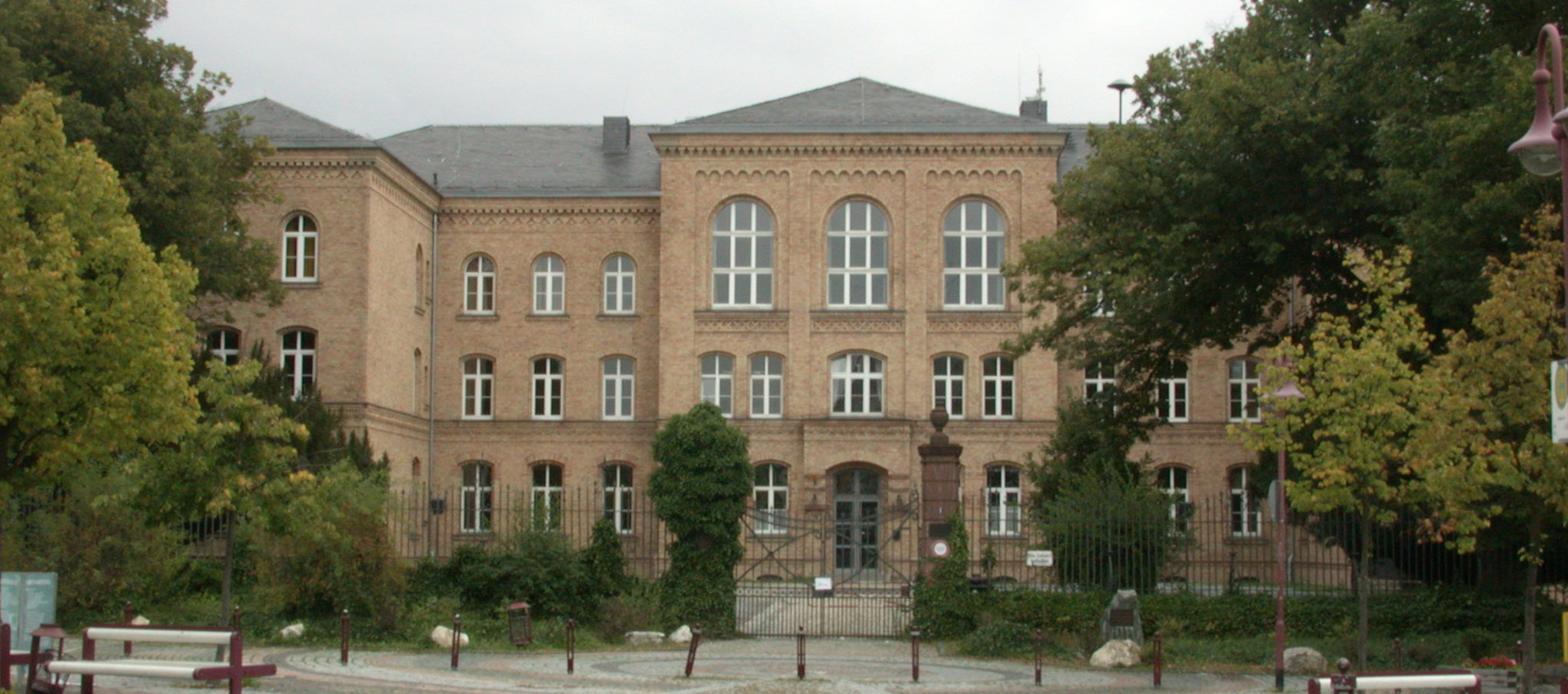
Slot Usingen
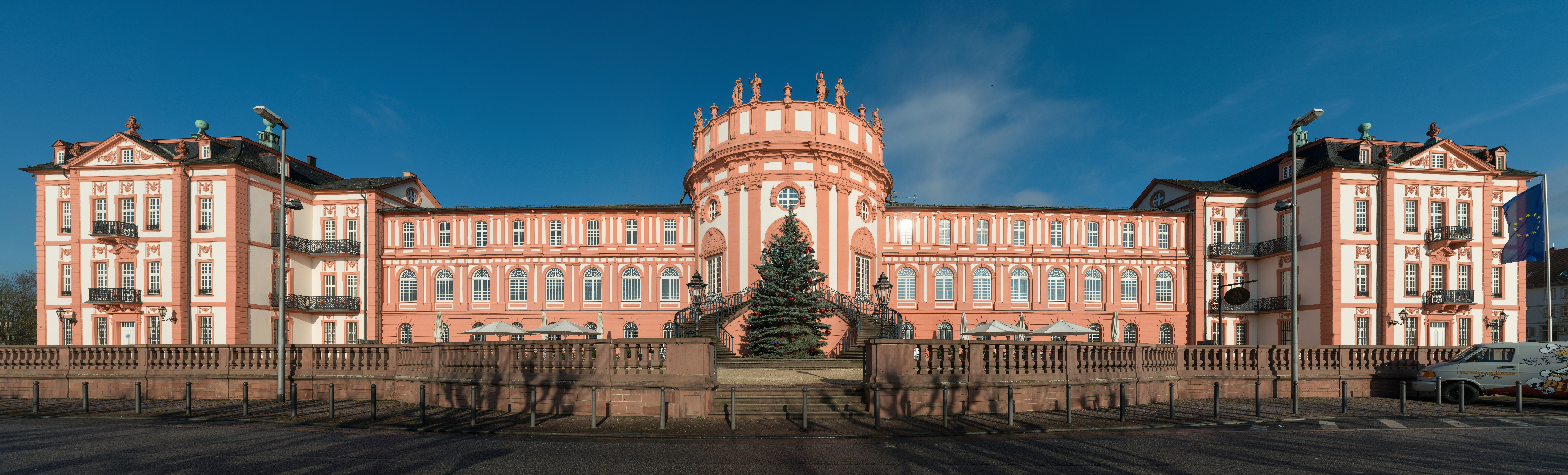
Slot Biebrich
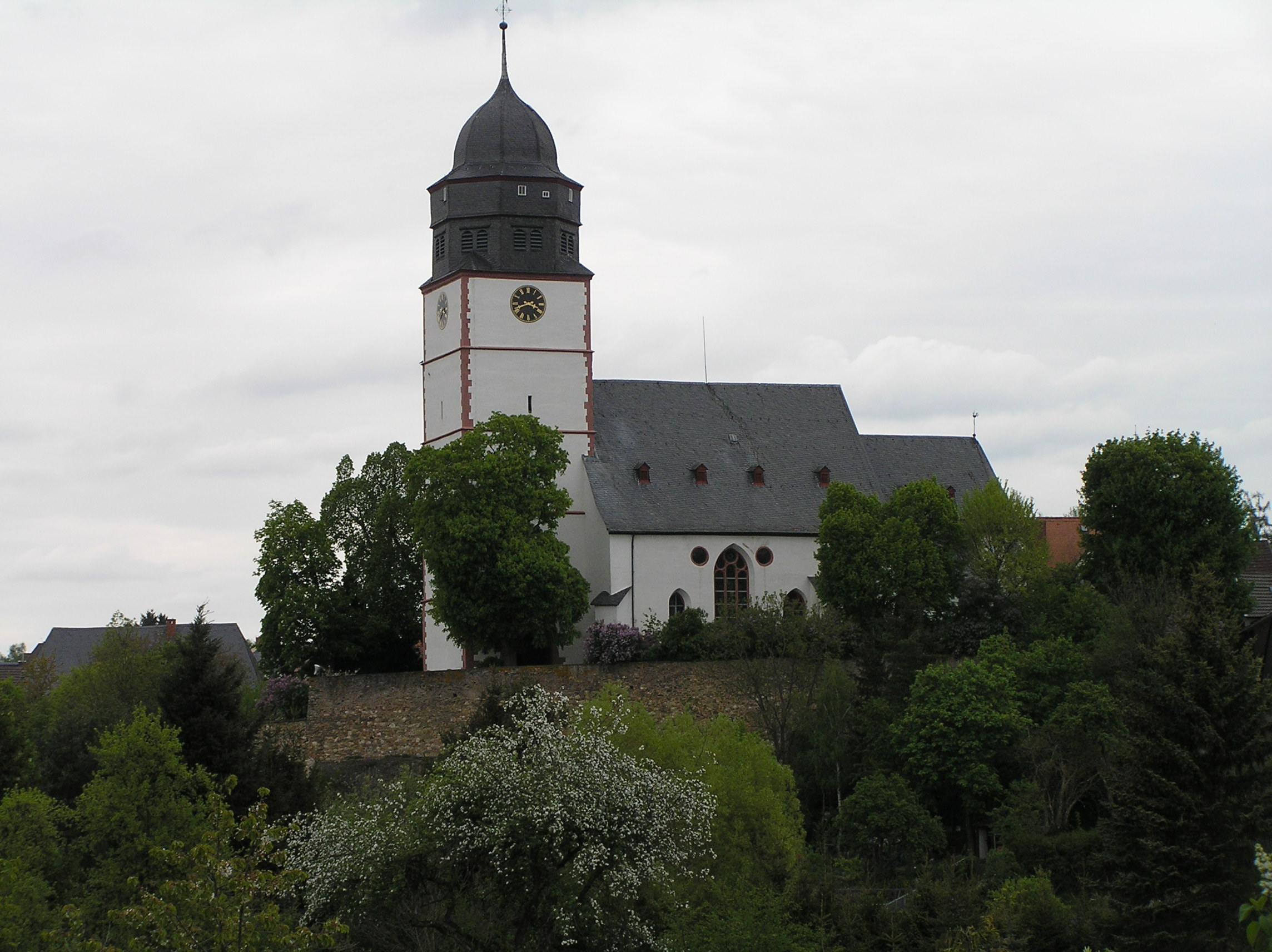
Laurentiuskerk, Usingen

## Huwelijk en kinderen

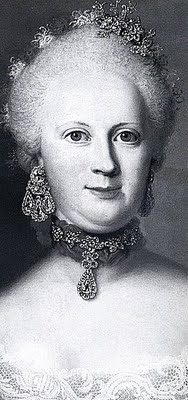
Carolina Felicitas van Leiningen-Heidesheim

Karel Willem huwde te Heidesheim am Rhein op 16 april 1760 met Carolina Felicitas van Leiningen-Heidesheim (Heidesheim am Rhein, 22 mei 1734 - Frankfurt am Main, 8 mei 1810), dochter van graaf Christiaan Karel van Leiningen-Heidesheim en Catharina Polyxena van Solms-Rödelheim.

Uit dit huwelijk werden de volgende kinderen geboren:
1. Karel Willem (Biebrich 26 maart 1761 - Biebrich 10 maart 1763).
2. Carolina Polyxena (Slot Biebrich 4 april 1762 - Rumpenheim 17 augustus 1823), huwde te Biebrich op 2 december 1786 met landgraaf Frederik van Hessen-Kassel (Kassel 11 september 1747 - Frankfurt am Main 20 mei 1837).
3. Louise Henriëtte Carolina (Biebrich 14 juni 1763 - Rumpenheim 30 mei 1845).
4. Zoon (9 maart 1768 - jong overleden).

- Biografisch Portaal: 33433403
- Digitale Bibliotheek voor de Nederlandse Letteren: kare007
- Gemeinsame Normdatei: 137845022
- International Standard Name Identifier: 0000 0003 7021 1914
- Nederlandse Thesaurus van Auteursnamen: 073063762
- Virtual International Authority File: 28157098560372552835